# Aéroport Atatürk d'Istanbul

Plan d'aéroport.

Pour les articles homonymes, voir Aéroport d'Istanbul (homonymie).
L'aéroport international Atatürk (en turc : Atatürk Uluslararası Havalimanı) (code IATA : ISL • code OACI : LTBA) est un aéroport international turc aujourd'hui fermé situé à environ 15 km à l'ouest du centre d'Istanbul, au bord de la mer de Marmara, dans le district de Yeşilköy, sur la partie européenne de la métropole turque. Il a été ouvert en 1924. Il est géré par TAV Airports Holding. Il avait auparavant pour code IST avant le déménagement du 6 avril 2019 vers le nouvel Aéroport d'Istanbul.
Avec 63 859 785 passagers en 2017, l'aéroport a été le quinzième aéroport le plus fréquenté au monde. Il a connu une forte croissance au cours des dernières années (+ 16,3 % en 2011, + 20,1 % en 2012, + 13,7 % en 2013), et ce malgré la mise en service d'un second aéroport sur la rive asiatique du Bosphore, l'aéroport international Sabiha-Gökçen, qui lui aussi connaît une croissance forte.
Anciennement appelé aéroport de Yeşilköy (turc : Yeşilköy Havaalanı), il a été rebaptisé en l'honneur du fondateur de la république de Turquie, Mustafa Kemal Atatürk, en 1980. L'aéroport Atatürk est le principal hub des compagnies aériennes Turkish Airlines et Onur Air.
L’aéroport Atatürk a fermé ses portes pour les vols commerciaux le 6 avril 2019, à la suite de l’ouverture du nouvel aéroport d'Istanbul en octobre 2018. Turkish Airlines reporte les mêmes vols depuis le nouvel aéroport, cependant l’aéroport Sabiha-Gokcen (SAW) reste ouvert sans interruption.

## Galerie

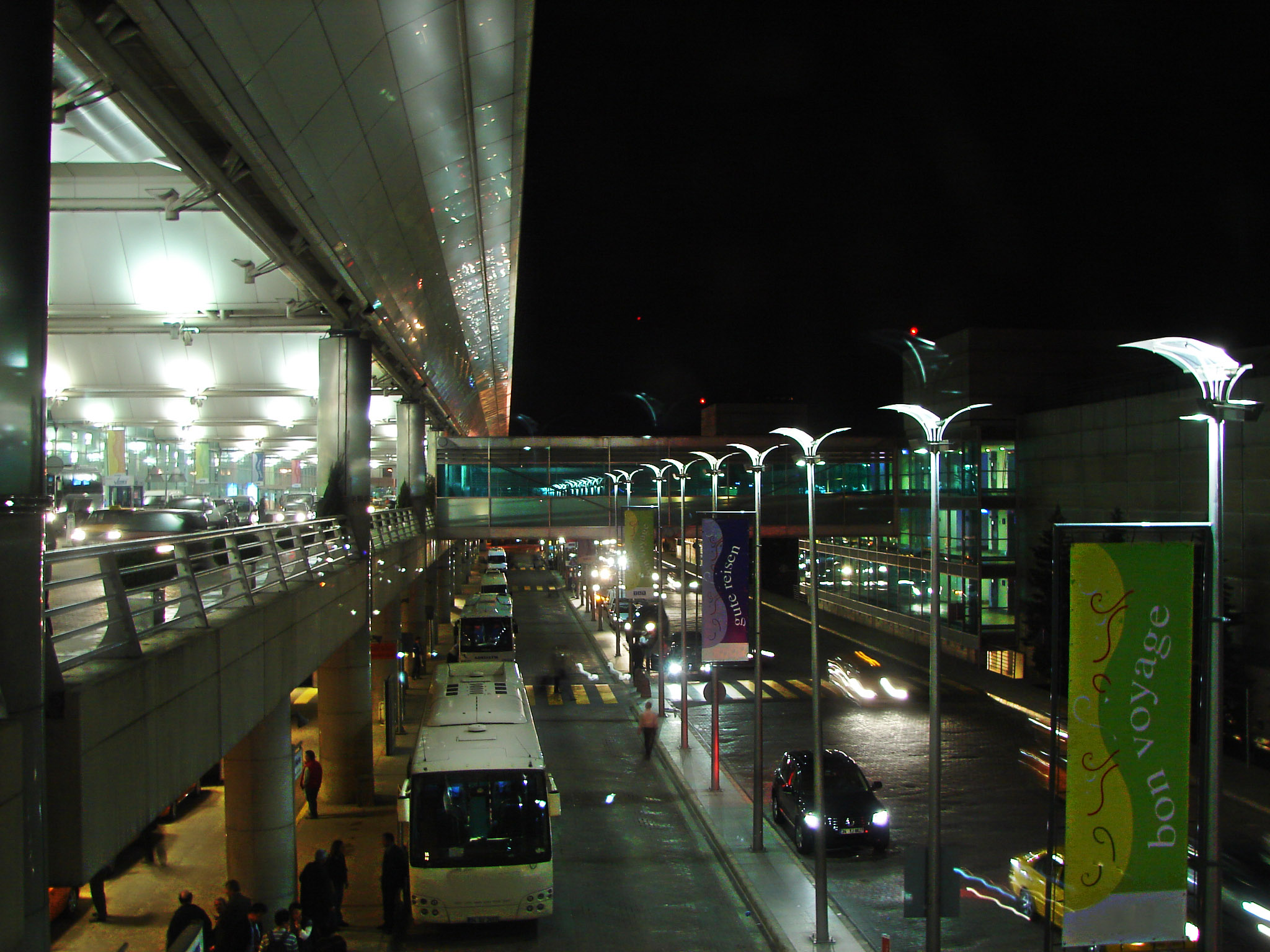
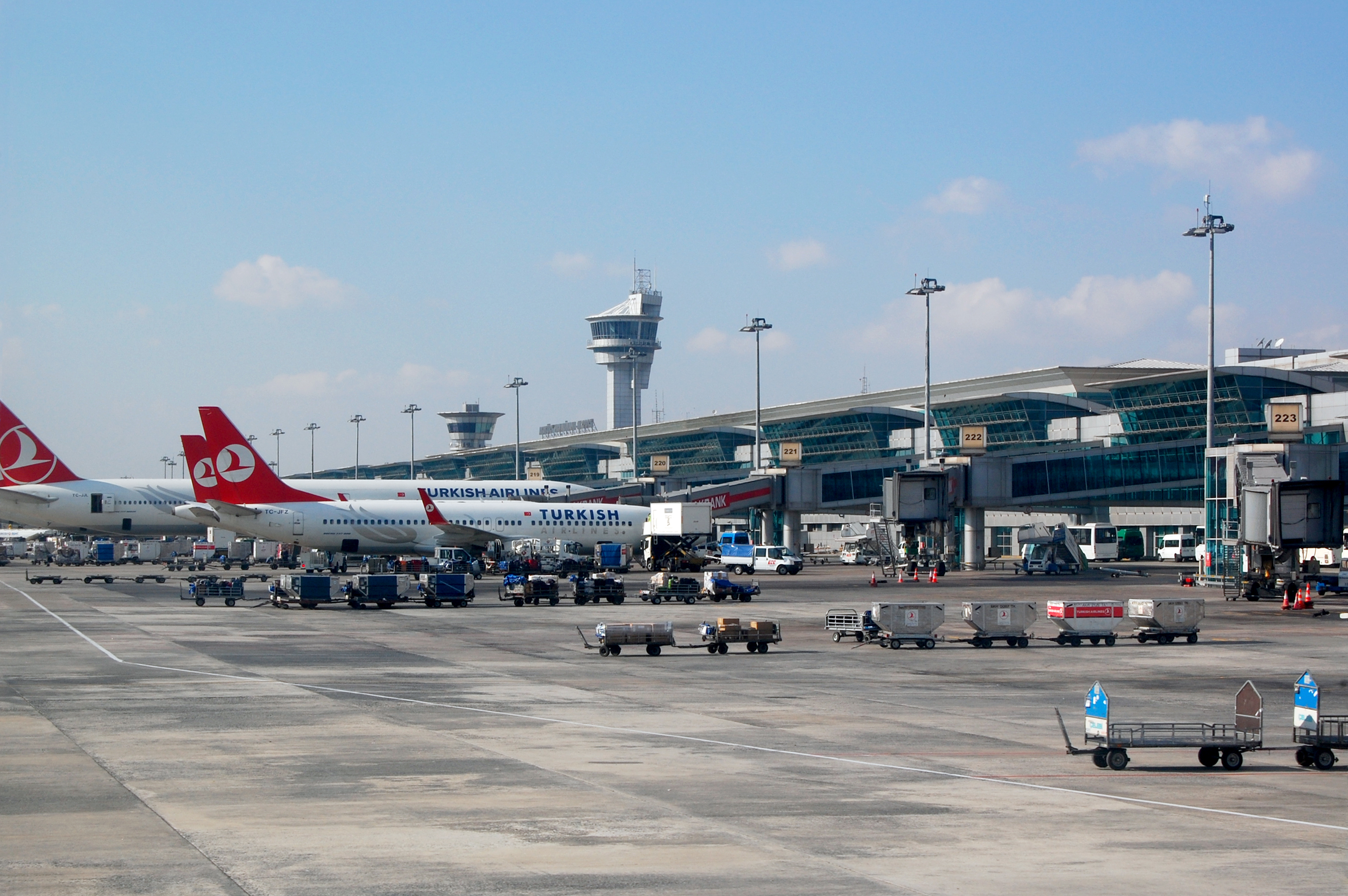
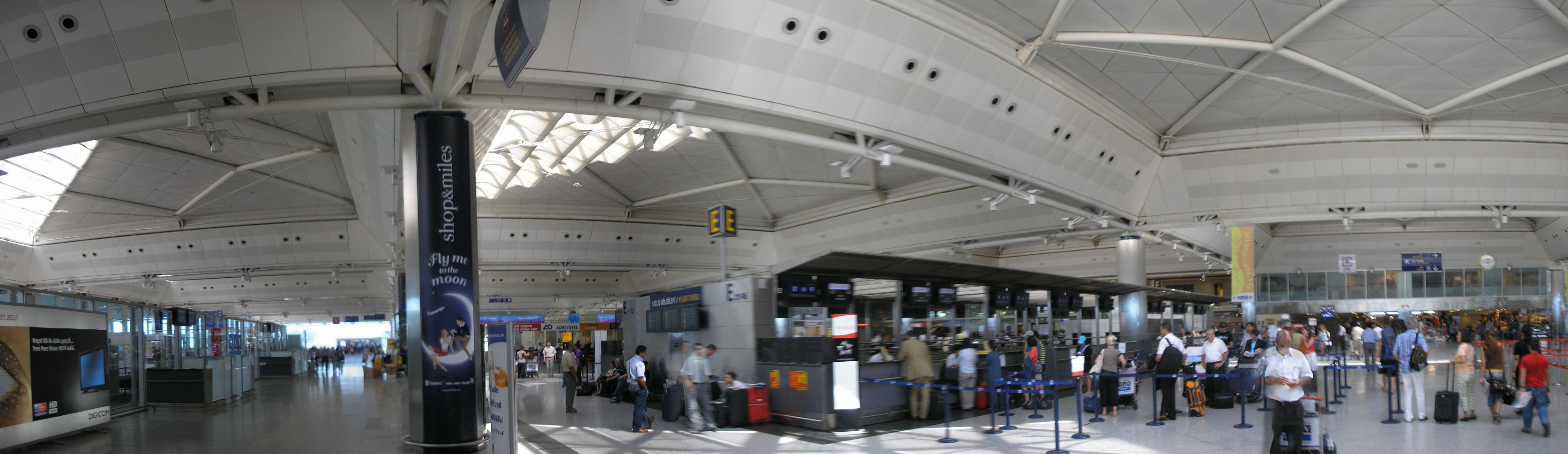
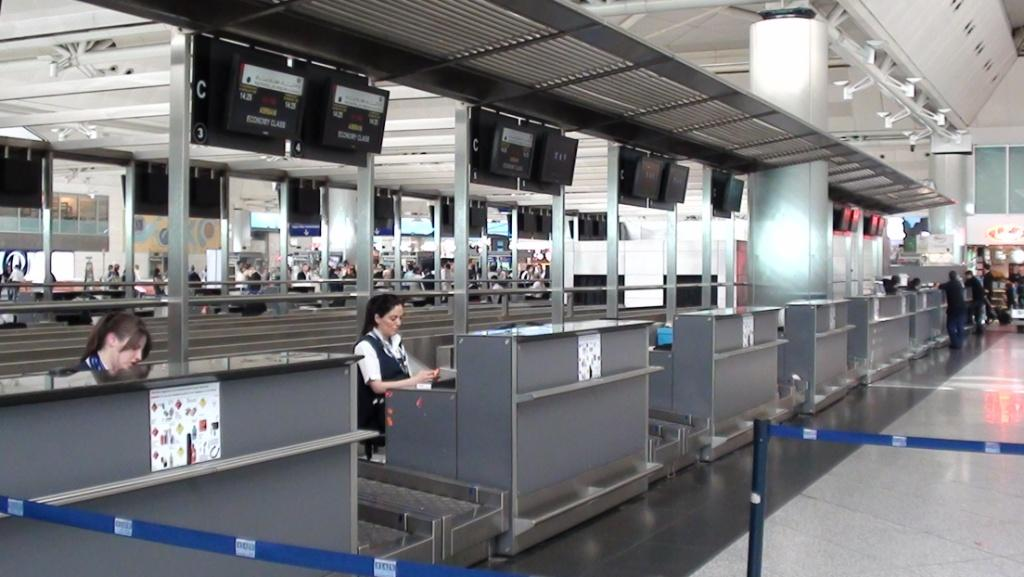

## Situation
| Adana Ankara Antalya Antioche Bodrum-Milas Dalaman Denizli Elâzığ Istanbul Sabiha-Gökçen Izmir Trabzon / Trébizonde Gaziantep Diyarbakır Kayseri Samsun Van Erzurum Konya Gazipaşa Malatya |

| Adana Ankara Antalya Antioche Bodrum-Milas Dalaman Denizli Elâzığ Istanbul Sabiha-Gökçen Izmir Trabzon / Trébizonde Gaziantep Diyarbakır Kayseri Samsun Van Erzurum Konya Gazipaşa Malatya |

## Statistiques de fréquentation
Le graphique qui aurait dû être présenté ici ne peut pas être affiché car il utilise l'ancienne extension Graph, désactivée pour des questions de sécurité. Des indications pour créer un nouveau graphique avec la nouvelle extension Chart sont disponibles ici.

Voir la requête brute et les sources sur Wikidata.
| Année                                          | Intérieur  | Évolution % | International | Évolution % | Total      | Évolution % |
| ---------------------------------------------- | ---------- | ----------- | ------------- | ----------- | ---------- | ----------- |
| 2019 Jusqu'en avril 2019 (fin des opérations). | 4 227 132  | -33,0 %     | 11 845 402    | -23,0 %     | 1 607 234  | -26,0 %     |
| 2018                                           | 19 170 141 | -2,0 %      | 48 811 305    | 10,0 %      | 67 981 446 | 6,0 %       |
| 2017                                           | 19 629 425 | 3,0 %       | 44 476 589    | 8,0 %       | 64 106 014 | 6,0 %       |
| 2016                                           | 19 133 533 | -1,0 %      | 41 281 937    | -2,0 %      | 60 415 470 | -1,0 %      |
| 2015                                           | 19 375 402 | 4,0 %       | 41 947 327    | 10,0 %      | 61 322 729 | 8,0 %       |
| 2014                                           | 18 754 002 | 9,0 %       | 38 200 788    | 12,0 %      | 56 954 790 | 11,0 %      |
| 2013                                           | 17 218 672 | 13,0 %      | 34 079 118    | 14,0 %      | 51 297 790 | 14,0 %      |
| 2012                                           | 15 281 312 | 14,0 %      | 29 717 196    | 24,0 %      | 44 998 508 | 20,0 %      |
| 2011                                           | 13 604 352 | 15,0 %      | 23 847 835    | 17,0 %      | 37 452 187 | 17,0        |
| 2010                                           | 11 800 999 | 3,0 %       | 20 344 620    | 11,0 %      | 32 145 619 | 8,0 %       |
| 2009                                           | 11 393 645 | 0,8 %       | 18 363 739    | 7,6 %       | 29 757 384 | 4,2 %       |
| 2008                                           | 11 484 063 | 19,7 %      | 17 069 069    | 25,5 %      | 28 553 132 | 23,1 %      |
| 2007                                           | 9 595 923  | 5,5 %       | 13 600 306    | 11,7 %      | 23 196 229 | 9,1 %       |
| 2006                                           | 9 091 693  | 21,0 %      | 12 174 281    | 3,3 %       | 21 265 974 | 10,2 %      |
| 2005                                           | 7 512 282  | 38,3 %      | 11 781 487    | 15,9 %      | 19 293 769 | 23,7 %      |
| 2004                                           | 5 430 925  | 69,9 %      | 10 169 676    | 14,2 %      | 15 600 601 | 28,9        |
| 2003                                           | 3 196 045  | 12,1 %      | 8 908 268     | 4,7 %       | 12 104 342 | 6,6 %       |
| 2002                                           | 2 851 487  | -           | 8 506 204     | -           | 11 357 691 | -           |

Pour l'année en cours, les chiffres sont calculés à partir du mois de janvier et l'évolution du nombre de passagers est calculée par rapport au même mois de l'année précédente.

## Accès

### Transports en commun
Depuis décembre 2002, l'aéroport international Atatürk est desservi par la ligne « M1a » du métro d'Istanbul. Elle relie l'aéroport (Havalimanı) au pôle d'échange de Yenikapı (district de Fatih).

## Attentat du 28 juin 2016
Le 28 juin 2016, un attentat-suicide a été commis à l'entrée de l'aéroport par trois kamikazes.

## Évasion du 29 décembre 2019
Le 29 décembre 2019, Carlos Ghosn, homme d'affaires franco-libanais, s'est évadé du Japon pour le Liban, en transitant par l'aéroport international Atatürk.

## Projet d'aménagement
Les autorités souhaitent aménager les lieux en un vaste parc nécessitant la plantation de 25 000 arbres. Une piste de ski de 650 mètres, un parc d'attractions avec une variété d'activités pouvant accueillir jusqu'à 28 000 personnes, une bibliothèque, une salle de conférence, des ateliers de lecture, un restaurant et un café sont également prévu, ainsi qu'un musée disposant de salles expositions sur l'aviation et l'espace, la technologie, inclura un centre d'éducation, une section d'artisanat et une salle de cinéma.